# Carl Friedrich Wilhelm Meißner
Carl Friedrich Wilhelm Meißner (* 2. Juli 1792 in Halle (Saale); † 30. April 1853 ebenda) war ein preußischer, deutscher Apotheker. Sein offizielles botanisches Autorenkürzel lautet „C.F.W.Meissn.“. Er prägte 1819 den Begriff Alkaloid.

## Leben und Wirken
Meißner war der Sohn eines Apothekers (Löwen-Apotheke) in Halle. 1808 erwarb er das Abitur im Ratsgymnasium in Halle und studierte danach in Halle und ab 1810 in Berlin Medizin. Als sein Vater starb, musste er sein Studium abbrechen und absolvierte in der väterlichen, nunmehr von seinem Onkel Friedrich Ludwig geführten Apotheke eine Apothekerlehre. Danach ging er in die Römer-Apotheke nach Erfurt von Christian Friedrich Bucholz (1770–1818), der auch Chemieprofessor an der Erfurter Universität war, mit dem er sich befreundete und bei dem er promoviert wurde. 1820 absolvierte er das Staatsexamen in Pharmazie in Berlin und übernahm die Löwenapotheke in Halle. 1842 verkaufte er seine Apotheke, war aber weiter wissenschaftlich aktiv. Außerdem wirkte er als Stadtverordneter, Wirtschaftsexperte und als ehrenamtlicher Stadtrat.
Meißner prägte 1819 den Begriff der Alkaloide, nachdem er im Sabadill-Samen Veratrin gefunden hatte (zuerst in einer Veröffentlichung 1819 im Journal für Chemie und Physik). Vorausgegangen war die Entdeckung des ersten solcher alkalischer Pflanzenwirkstoffe durch Friedrich Sertürner (Publikation 1804 und mit mehr Aufmerksamkeit 1817). Die Arbeit von 1819 war seine erste wissenschaftliche Veröffentlichung.
Er beschrieb als erster den Schimmelpilz Eurotium medium C.F.W.Meissn. Er untersuchte verschiedene mitteldeutsche Salzsolen und wirkte als Botaniker, besonders über Moose, Flechten und Farne mit Veröffentlichungen in der Botanischen Zeitschrift.
Mit Bucholz gab er ab 1816 den Almanach für Scheidekünstler und Apotheker heraus und 1825 bis 1829 mit G. H. Stolze das Berliner Jahrbuch der Pharmacie. In beiden Zeitschriften publizierte er auch.
Im Jahre 1817 wurde er in die Freimaurerloge "Zu den drei Degen" in Halle aufgenommen. Mit Rudolph Brandes gründete er 1822 die Bucholzsche Stiftung – später Hagen-Bucholzsche Stiftung – zur Förderung des Nachwuchses in Pharmazie.
Er heiratete 1820 in Erfurt Johanna Christina Bucholz, die Tochter von Christian Friedrich Bucholz. Mit ihr hatte er vier Söhne und drei Töchter.